# Giovanni Vincomalo
Giovanni Vincomalo (latino: Ioannes Vincomalus; fl. 451-464) è stato un politico bizantino.

## Biografia
Tra il 451 e il 452 fu magister officiorum d'Oriente. In questa carica ricevette a corte una lettera da Teodoreto, che lo ringraziava per averlo aiutato a far annullare una sentenza di esilio che l'aveva colpito, e partecipò a quattro sedute del concilio di Calcedonia.
Nel 453 fu nominato console.
Intorno al 464 si fece monaco, continuando però a frequentare la corte in qualità di senatore.